# Zoubir Guenifi
Zoubir Guenifi (en arabe : زوبير ڨنيفي) est un footballeur algérien né le 30 avril 1980 à Sétif. Il évoluait au poste de milieu de terrain.

## Biographie
Zoubir Guenifi évoluait en première division algérienne avec son club formateur l'ES Sétif, à l'USM Alger puis à l'US Biskra et enfin au MSP Batna.

## Palmarès
| USM Alger - Championnat d'Algérie (1) : - Champion : 2001-02. |  | MSP Batna - Championnat d'Algérie D2 : - Vice-champion : 2007-08. |